# Simetrala
Simetrála (tudi somérnica ali simetríjska ós) dane množice točk je premica {\displaystyle p\!\,}, če se pri zrcaljenju čez {\displaystyle p\!\,} množica preslika sama vase. Pojem se najpogosteje uporablja v ravninski geometriji, redkeje v prostorski.

## Simetrala daljice
Simetrala daljice (v ravninski geometriji) je premica, ki je pravokotna na daljico in poteka skozi njeno razpolovišče, oziroma jo razpolavlja.
Poljubna točka na simetrali daljice AB je enako oddaljena od obeh krajišč daljice. Velja tudi obratno: če je neka točka T enako oddaljena od točk A in B, potem gotovo leži na simetrali daljice AB:
{\displaystyle T\in s_{AB}\iff |TA|=|TB|\!\,.}
Simetrale stranic trikotnika se vedno sekajo v isti točki – v središču očrtane krožnice. Za druge mnogokotnike pa velja: če se vse simetrale stranic sekajo v isti točki, se lahko mnogokotniku očrta krožnico. Tak mnogokotnik se imenuje tetivni mnogokotnik – najbolj znani med njimi so tetivni štirikotniki.

## Simetrala kota
Simetrala kota (redkeje tudi razpolóvnica, oziroma bisektrísa kota) (v ravninski geometriji) je premica, ki poteka skozi vrh kota in kot deli na dva skladna dela.
Za točko T, ki leži v notranjosti konveksnega kota, velja, da točka T leži na simetrali kota točno takrat, ko je enako oddaljena od obeh krakov.
Simetrale notranjih kotov trikotnika se vedno sekajo v isti točki – v središču včrtane krožnice. Za druge mnogokotnik pa velja: če se simetrale kotov sekajo v isti točki, se lahko mnogokotniku včrta krožnico. Tak mnogokotnik se imenuje tangentni mnogokotnik – najbolj znani med njimi so tangentni štirikotniki. Preko simetrale se lik, ali daljica preslika sama vase.